# 櫻正宗記念館櫻宴
櫻正宗記念館櫻宴（さくらまさむねきねんかんさくらえん）は兵庫県神戸市東灘区にあり、櫻正宗創醸400年、創業300年の歴史を物語る酒造道具、昔なつかしい看板や酒瓶やラベルなどを展示している。

## 概要
- 所在地 - 神戸市東灘区魚崎南町4-3-18

和風レストラン、展示ギャラリー、ショップやカフェなどがある。

## 利用情報
- カフェ

　営業時間　10：00～19：00

　定休日：火曜日
- ショップ“櫻蔵”

　営業時間　10：00～19：00

　定休日：火曜日
- レストラン

　営業時間　11：30～15：00／17：00～22：00（ラストオーダー は1時間前）

　定休日：火曜日

## 交通アクセス
- 阪神電車 魚崎駅 徒歩5分